# Cryptopelta longibrachialis
Cryptopelta longibrachialis is een slangster uit de familie Ophiodermatidae.
De wetenschappelijke naam van de soort werd in 1930 gepubliceerd door René Koehler.